# Shannondale (Virginia Occidental)
Shannondale es un lugar designado por el censo ubicado en el condado de Jefferson en el estado estadounidense de Virginia Occidental. En el Censo de 2010 tenía una población de 3358 habitantes y una densidad poblacional de 148,26 personas por km².

## Geografía
Shannondale se encuentra ubicado en las coordenadas 39°12′45″N 77°48′39″O / 39.21250, -77.81083. Según la Oficina del Censo de los Estados Unidos, Shannondale tiene una superficie total de 22.65 km², de la cual 21.83 km² corresponden a tierra firme y (3.62%) 0.82 km² es agua.

## Demografía
Según el censo de 2010, había 3358 personas residiendo en Shannondale. La densidad de población era de 148,26 hab./km². De los 3358 habitantes, Shannondale estaba compuesto por el 94.52% blancos, el 1.22% eran afroamericanos, el 0.18% eran amerindios, el 0.83% eran asiáticos, el 0.12% eran isleños del Pacífico, el 0.71% eran de otras razas y el 2.41% pertenecían a dos o más razas. Del total de la población el 3.31% eran hispanos o latinos de cualquier raza.